# 年循環
在地球科學中，年循環是指地球軌道每年的變化量，對地球的氣候有可觀的影響，通常可以用精密的儀器測量出來。